# Jakob Alting
Jakob Alting (Heidelberg, 27 settembre 1618 – Groninga, 20 agosto 1679) è stato un teologo tedesco.
Insegnò a Groninga (1643) e fondò una scuola grammaticale.
Allievo di Cocceio, fu in conflitto continuo con Samuel Maresius (1599-1673).